# Glande gastrique

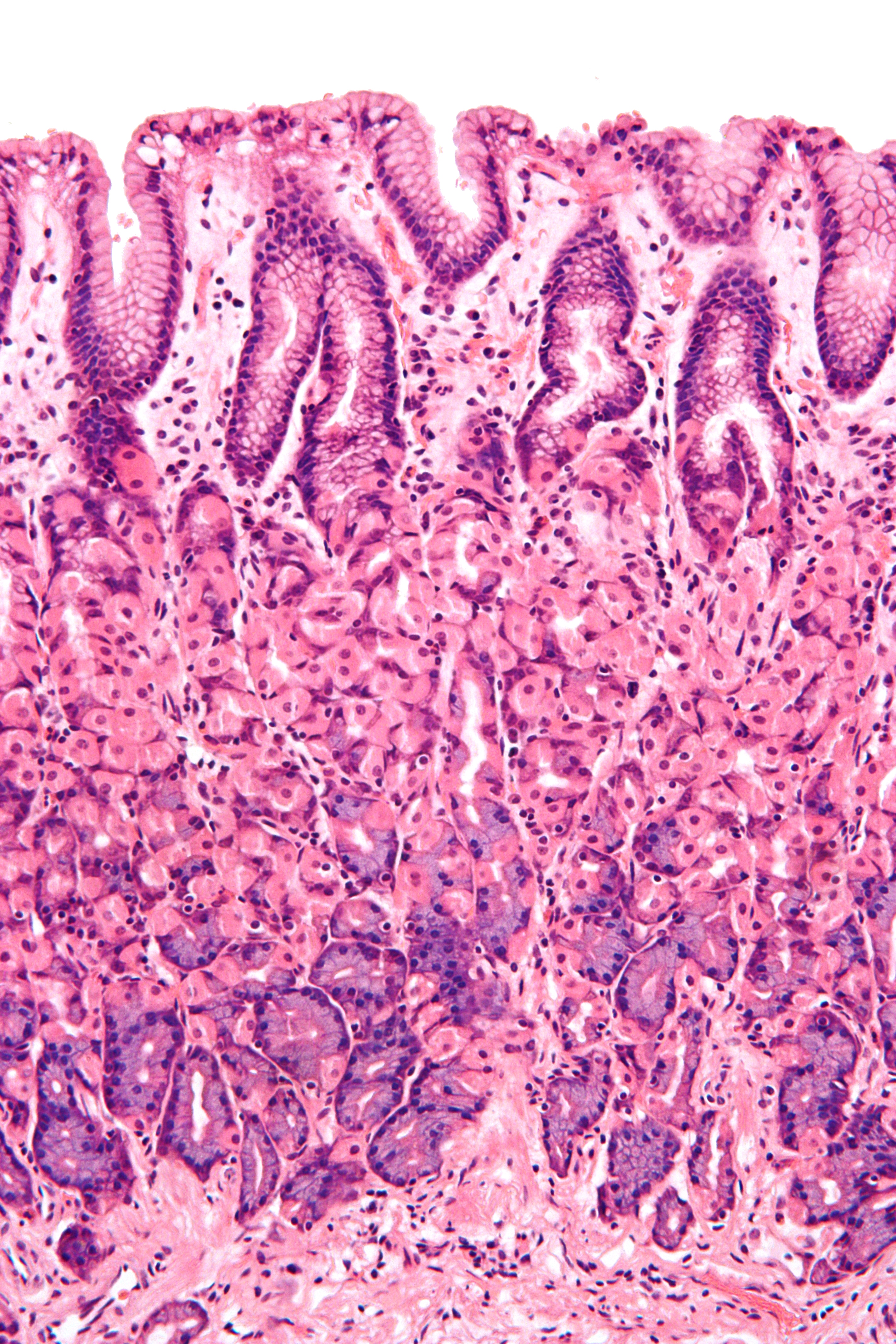
Photo en microscopie d'une coupe de membrane stomacale ; des cellules fovéolaires peuvent être vues en haut de l'image bordant la surface et les fosses

Les glandes gastriques sont des glandes situées en trois endroits de la paroi interne (muqueuse) de l'estomac. 
Elles comprennent différentes cellules sécrétoires spécialisées qui synthétisent des sucs gastriques (pepsinogène, acide chlorhydrique, facteur intrinsèque, gastrine), du mucus et du bicarbonate. 
Elles font partie des glandes digestives, comme les glandes intestinales et les glandes salivaires (respectivement situées dans l'intestin grêle et dans la bouche).
Il existe trois types de glandes gastriques :  les glandes fundiques (glandes peptiques), les glandes cardiaques (du cardia) et les glandes pyloriques. 
Toutes sont logées à l'intérieur de la lamina propria dans la membrane muqueuse et elles s'ouvrent à la base de fosses gastriques formées par l'épithélium

## Typologie
Les trois types de glandes gastriques sont tous situés sous les fosses gastriques de la paroi stomacale (la muqueuse gastrique est piquée d'innombrables fosses gastriques qui contiennent chacune 3 à 5 glandes gastriques),.
1. Les glandes principalement sécrétoires du mucus (parfois dites glandes cardiaques) ne se trouvent que dans la muqueuse du cardia (partie la plus proche du cœur, qui entoure la zone su sphincter raccordant l'œsophage à l'estomac)[4].  Elles sont moins nombreuses que les autres glandes gastriques et sont positionnées de manière moins profonde dans la muqueuse. Il en existe de deux types: tubulaire simple avec conduits courts ou composé racémique ressemblant aux glandes duodénales de Brunner.
2. Les glandes fundiques (ou glandes peptiques ou oxyntiques) sécrètent de l'acide chlorhydrique (HCl) ainsi qu'un facteur intrinsèque. Elles sont situées dans le haut de l'estomac (fundus) et sur ses parois. Ce sont de simples tubes presque rectilignes fonctionnant par petites groupes de deux ou plusieurs qui s'ouvrent dans un conduit unique. Elles excrètent des protons dans la lumière gastrique via une pompe spécifique (pompe à protons). La sécrétion acide est rétrocontrôle par plusieurs mécanismes (paracrines, hormonaux et neuroendocrines)[5].
3. Les glandes pylorique, situées dans l'antre du pylore lui-même, y sécrètent la gastrine produite par leurs « cellules G »[6].

La Ghréline est une hormone digestive qui stimule l’appétit : son taux est élevé avant les repas et diminue à mesure que l'estomac se remplit. Elle est considérée comme l’antagoniste de la leptine, hormone produite par les adipocytes, qui induit la satiété lorsque son taux augmente.

## Types de cellules

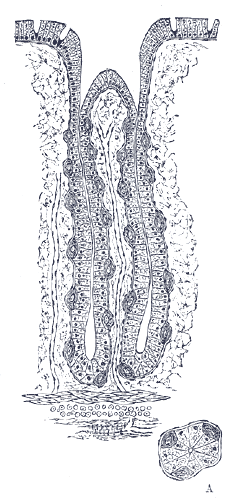
Coupe transversale d'une glande fundique (située dans le fundus, la partie haute de l'estomac)

Diagramme illustrant les principaux déterminants de la sécrétion d'acide gastrique

Il existe des millions de fosses gastriques dans la muqueuse gastrique. 
Leur étroitesse nécessaire détermine la forme tubulaire de la glande gastrique. Les glandes gastriques ont des formes similaires : tubulaires, elles ont toutes une zone basale (fond) et une zone proche de l'entrée de la fosse côté estomac.
L'épithélium de la muqueuse gastrique forme des fosses. C'est là que les glandes déversent leur produit dans l'estomac. Dans les glandes, la muqueuse change de nature au profit de courtes cellules granulaires en colonne. Ces cellules constituent presque tout le tube ; la lumière restante est maintenue sous forme d'un canal très fin d'évacuation des substances produites.
Les cellules constituantes des glandes gastriques comprennent des cellules fovéolairess, des cellules gastriques principales, des cellules pariétales, des « cellules G » et des cellules de type entérochromaffine (ECL).
Les premières cellules, près de l'entrée du tube sont toujours les "cellules fovéolaires" aussi appelées "cellules muqueuses du cou" qui produisent du mucus. Ce mucus diffère de celui produit par la muqueuse gastrique.
Les glandes fundiques présentes dans le fundus et dans le corps ont deux autres types de cellules : 
- les cellules gastriques (cellules principales) ;
- les cellules pariétales (ou oxyntiques) qui produisent l'acide chlorhydrique indispensable à la digestion.

Les cellules principales se trouvent dans les régions basales de la glande et libèrent un zymogène - pepsinogène, précurseur de la pepsine
- Les  'cellules pariétales'  ("pariétal" signifie "se rapportant à une paroi") se trouvent dans les parois des tubes. Les cellules pariétales sécrètent de l'acide chlorhydrique, le composant principal de l'acide gastrique. Ceci doit être facilement disponible pour l'estomac dans une quantité abondante, et ainsi, de leurs positions dans les murs, leurs réseaux sécrétoires de canaux fins appelés  canaliculi peuvent se projeter et pénétrer dans toutes les régions de la lumière de la fosse gastrique. Une autre sécrétion importante des cellules pariétales est le facteur intrinsèque. Le facteur intrinsèque est une glycoprotéine essentielle à l'absorption de vitamine B12. 
Les cellules pariétales produisent et libèrent également des ions bicarbonate en réponse à la libération d'histamine à partir des ECL proches et jouent donc un rôle crucial dans le pH  système tampon[10].

- Les  'cellules de type entérochromaffine'  stockent et libèrent l'histamine lorsque le pH de l'estomac devient trop élevé. La libération d'histamine est stimulée par la sécrétion de gastrine par les cellules G. [11].

L'histamine favorise la production et la libération de HCL des cellules pariétales dans le sang et des protons dans la lumière de l'estomac. Lorsque le pH de l'estomac diminue (devient plus acide), les ECL cessent de libérer de l'histamine.
- Les cellules G se trouvent principalement dans les glandes pyloriques situées dans l'antre du pylore; certains se trouvent dans le duodénum et d'autres tissus. Les cellules G sécrètent de la gastrine. Les fosses gastriques de ces glandes sont beaucoup plus profondes que les autres et la gastrine est alors sécrétée dans le sang, pas dans la lumière[12].

## Pathologies
L'hypersécrétion de la gastrine conduit au Syndrome de Zollinger-Ellison (hypersécrétion acide).
Les glandes fauniques sont la source la plus fréquente de polypes gastriques.
Ces glandes sont parfois le siège de tumeurs dites tumeurs endocrines.